# Алёшино (Пушкинский район)
Алёшино (изначально Ольшня, затем Алешня, Олешня) — деревня в Пушкинском городском округе Московской области, входит в состав сельского поселения Ельдигинское.

## История
Село Алешня в 1570-х годах было передано Иваном Грозным своей пятой жене, Анне Григорьевне Васильчиковой, которая впрочем быстро попала в опалу. С тех пор Алешня числилась дворцовым селом. 
В XVII веке село было центром волости. В начале XVII века в селе уже значилась церковь Св. Егория (с иконой Скорбящей Божией Матери и великомученика Георгия), пострадавшая в 1612 году, — был разбит край церковного колокола. Во время Смуты жители села вынуждены были уходить в леса, о чём была запись в прицерковной книге «Златоструй»: «Мнози хрестиане села Ольшни, вышедъ изъ лесу, инде допрежъ живяху, яко домы ихъ быша спорчены и разорены поляками въ ихъ злую и срамную, и поселясь въ немъ же, на память даша оловянны сосуды да сию добру книжицу Златоструй для спасительного въ ней читания въ храме, коя обреталась у единаго изъ сихъ поселенцевъ». В 1646 году здесь было уже 44 крестьянских двора. К концу XVII века появилась новая церковь. В старинном «Апостоле» 1687 года, принадлежавшем церковной библиотеке, была заметка о том, что «село прозвано тако, якобы от ольх, росших на его месте, да сие писание правильно: оно село в прежни годы всегда звалось Ольшней, да и речка прозывается Ольшанка — от ольшнякова леса». В 1691 году село с церковью в честь святого великомученика Георгия Победоносца получил князь Фёодор Семёнович Урусов, а после его смерти в 1694 году — его вдова Фекла Семеновна (урожд. Грушецкая). Их дочь Мария в 1699 году вышла замуж за князя Бориса Ивановича Куракина, который и станет следующим владельцем Олешни (Алешни).

В начале XVIII века Алешня числится за Марией Федоровной (урожд. Урусовой) и князем Борисом Ивановичем Куракиным. При них, в 1702 году, в саду князя строится новая деревянная Георгиевская церковь, а старая переносится в Максимково (ныне территория Королёва). В 1715 году Георгиевская церковь переносится из сада в само село, на берег реки Ольшанки, а на прежнем её месте ставится деревянная (впоследствии каменная) часовня. Дочь Куракиных Екатерина в 1730 году выходит замуж за Александра Борисовича Бутурлина и получает село в наследство. При новых владельцах в селе создается усадьба с регулярным парком и системой каскадных прудов. В 1749 году здесь же была построена каменная барочная Казанская церковь.
После смерти А. Б. Бутурлина Алешня с деревнями Ординовой и Якшиной — владение его вдовствующей супруги графини Екатерины Борисовны. При ней, по прошению «домоправителя» Петра Колюбовского, в 1770 году перестраивается и устанавливается на каменный фундамент ветхая деревянная Георгиевская церковь. К ней же была пристроена деревянная колокольня. Затем село переходит к её сыну Петру, а после его смерти владельцем села становится Аркадий Иванович Терский.
В первой половине XIX века Алёшино принадлежало генералу Николаю Ильичу Муханову (дядя декабриста Петра Муханова), при котором здесь в 1833—1839 годах была сооружена Георгиевская церковь (вместо одноимённой обветшалой деревянной). Затем село принадлежало его сыну — генералу Сергею Николаевичу Муханову, а с 1870-х годов — фабриканту Евгению Ивановичу Арманд и до 1917 года А. Е. и Е. Е. Арманд. В 1883 году церковную ограду для Казанской церкви (1749 года) спроектировал А. О. Вивьен. На средства семьи Арманд здесь была выстроена земская лечебница.
На местном кладбище в 1943 году был похоронен бывший муж Инессы Арманд Александр Евгеньевич Арманд, позднее, в 1970 году, рядом с его могилой была захоронена его вторая жена Степанида Ивановна Арманд (урожд. Карасева), сюда же с пушкинского сельского кладбища был перенесен прах Владимира Евгеньевича Арманд (брата Александра).
Летом 2008 года в бывшем пионерском лагере, расположенном в лесистой местности неподалёку от деревни, была построена и открыта туберкулёзная больница «Алешино». Профиль — восстановительное лечение.

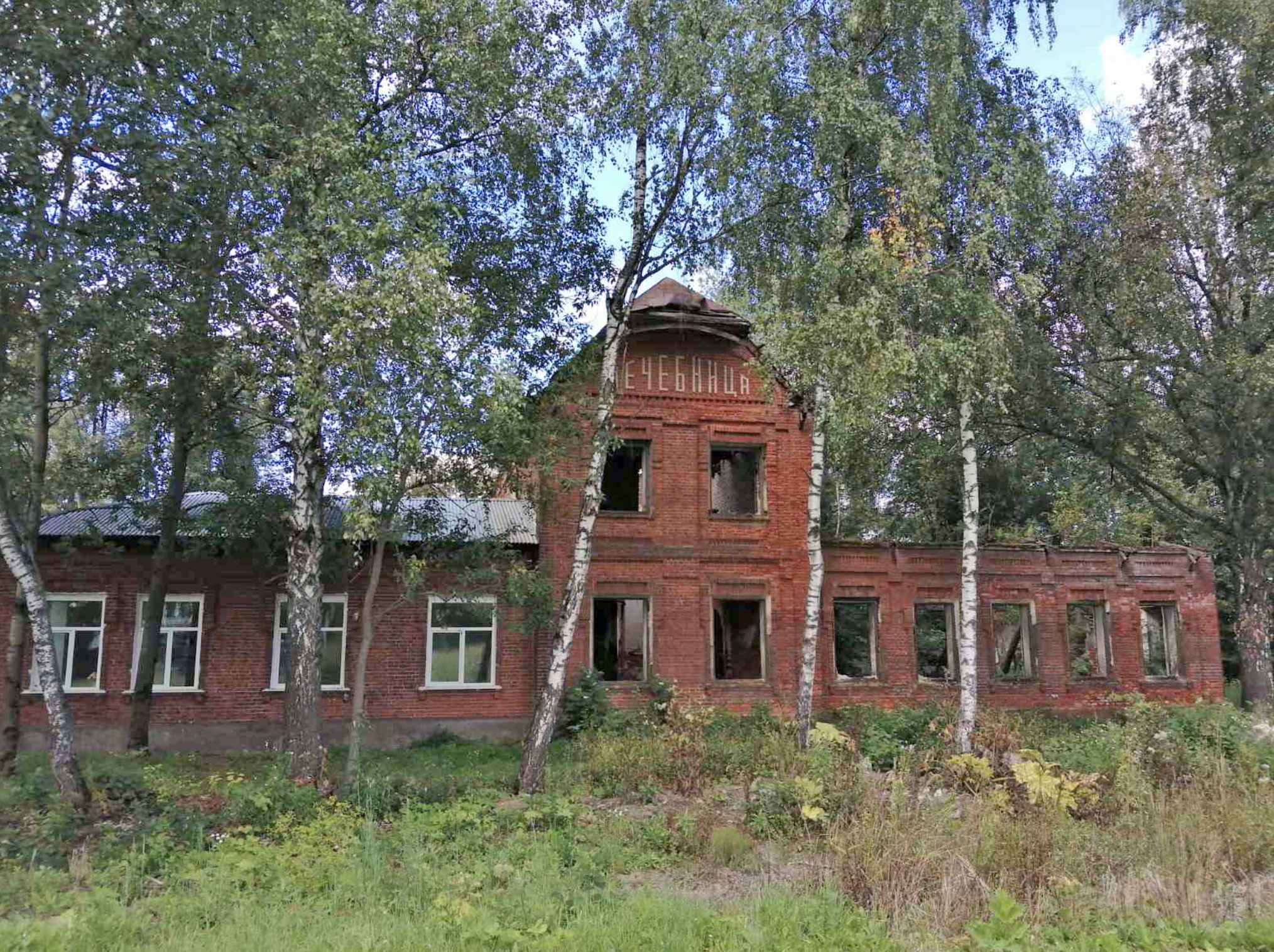
Земская лечебница в Алешино

## Население
| 1859 | 1890 | 1899 | 1926 | 2002 | 2006 | 2010 |
| ---- | ---- | ---- | ---- | ---- | ---- | ---- |
| 425  | ↘352 | ↗386 | ↗474 | ↘182 | ↘181 | ↗241 |

## Транспорт
- 32 (пл. Правда — Ельдигино — Алёшино — Луговая)[17]
- 37 (пл. Зеленоградская — Алёшино — Ординово — Новое Гришино)[18]